# Notiobia maculicornis
Notiobia maculicornis är en skalbaggsart som beskrevs av Maximilien de Chaudoir. Notiobia maculicornis ingår i släktet Notiobia och familjen jordlöpare. Inga underarter finns listade i Catalogue of Life.